# Ewangelicki Kościół Krajowy Kurhessen-Waldeck

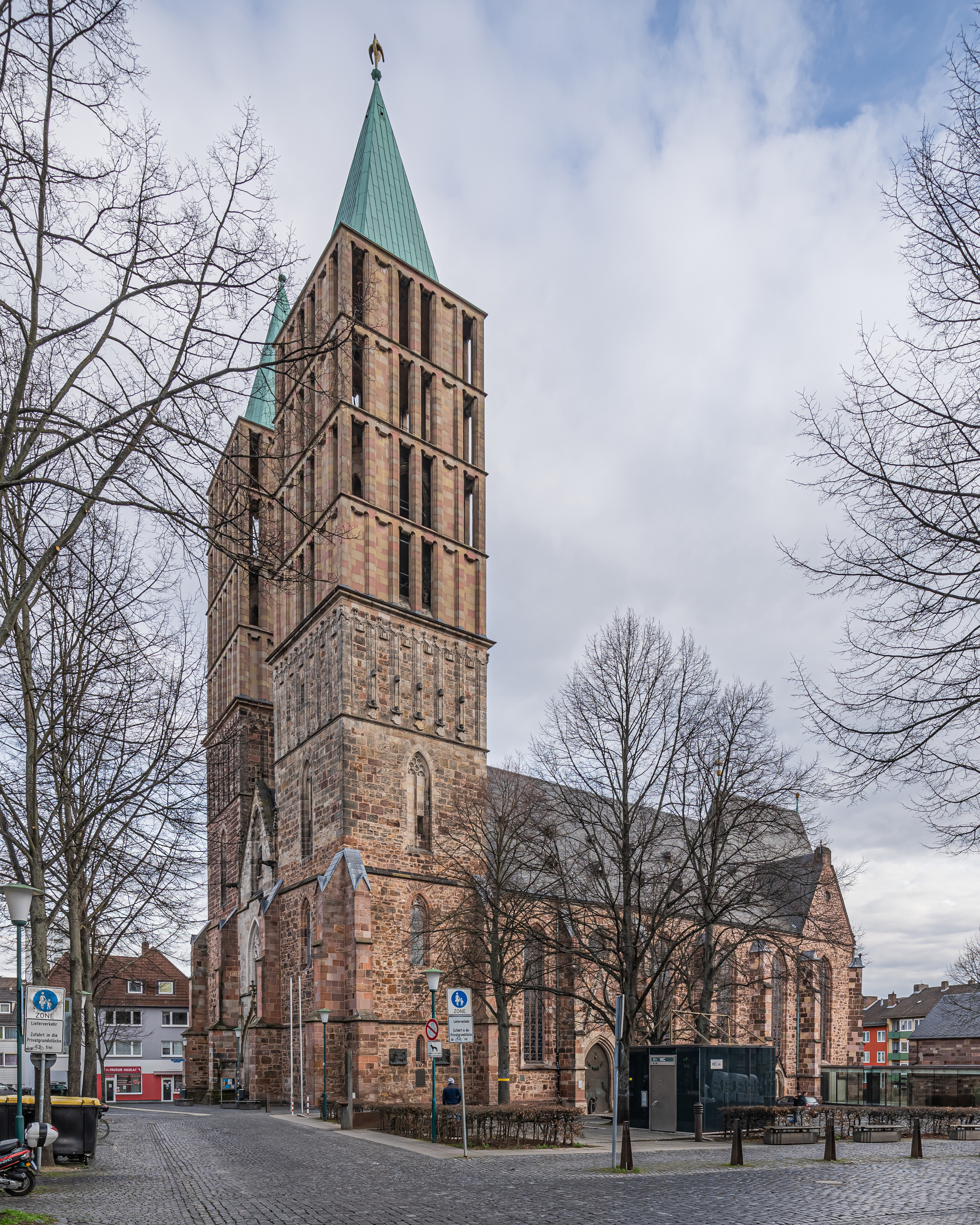
Kościół św. Marcina w Kassel

Ewangelicki Kościół Krajowy Kurhessen-Waldeck (niem. Evangelische Kirche von Kurhessen-Waldeck, EKKW) – jeden z 20 kościołów tworzących Kościół Ewangelicki w Niemczech z siedzibą w Kassel.
Działa w północnej i wschodniej Hesji oraz rejonie Schmalkalden w Turyngii. Podzielony jest między 20 obwodów kościelnych (Kirchenkreis), zrzeszających 774 zborów. W 2019 r. liczył 783.980 wiernych.

## Historia
Kościół sięga korzeniami do misji Bonifacego w VIII wieku. Reformacja dotarła na te tereny w 1524 r. Miejscowy kościół odróżniał się od sąsiadujących przyjęciem Wyznania augsburskiego, natomiast odrzucał Formułę zgody. Tak też uczynił kościół Dolnej Hesji działający w okolicy miasta Kassel.
Kościół ewangelicki otwarty był na współpracę z innymi wyznaniami, przykładem tego jest udzielenie schronienia na terenach do niego należącym waldensom i hugenotom.
Działający w obecnej formie Ewangelicki Kościół Krajowy Kurhessen-Waldeck został powołany w 1934 r. poprzez połączenie Kościoła Ewangelickiego Elektoratu Hesji i Ewangelickiego Kościoła Krajowego w Waldeck.

## Misja kościoła
Głównym celem działalności kościoła jest głoszenie ewangelii Jezusa Chrystusa. Dalej kładzie nacisk na opiekę duszpasterską, edukację, misje i diakonię.
Kościół stara się znaleźć odpowiedzi na pytania związane z problemami natury politycznej i społecznej. Przeciwstawia się przemocy, działa na rzecz ekologii, porusza też kwestie technologii i gospodarki.
Decyzją Synodu kościoła krajowego, w 2011 r. wprowadzono błogosławieństwo związków jednopłciowych.

## Współpraca międzynarodowa
Ewangelicki Kościół Krajowy Kurhessen-Waldeck prowadzi współpracę z Kościołem Ewangelicko-Luterańskim w Afryce Południowej, Kościołem Ewangelicko-Luterańskim w Republice Namibii, Estońskim Kościołem Ewangelicko-Luterańskim, Kościołem Ewangelicko-Luterańskim w Republice Kirgiskiej, synodem Brabancji Północnej, Kościołem Protestanckim w Holandii oraz tamtejszą diecezją rzymskokatolicką, diecezją północnego Karnataka Kościoła Południowych Indii i Prawosławnym Patriarchatem Antiocheńskim.